# Кармелиты
Кармели́ты — общее название двух католических монашеских орденов и одной конгрегации, придерживающихся духовности монахов-отшельников с горы Кармель.

## Организация
- Ордeн братьев Пресвятой Девы Марии с горы Кармель (лат. Ordo Fratrum Beatissimæ Virginis Mariæ de Monte Carmelo) — основная ветвь кармелитов. В 2014 году насчитывали 2030 монахов (из них 1316 священников) в 382 обителях, расположенных в 29 странах[1].
- Орден босых братьев Пресвятой Девы Марии с горы Кармель (лат.  Ordo Fratrum Discalceatorum Beatae Mariae Virginis de Monte Carmelo, OCD) — орден, отделившийся от основной ветви кармелитов в XVI веке. Его возникновение связано с деятельностью великих кармелитских святых — Терезы Авильской и Иоанна Креста, а также с желанием части кармелитской братии жить по строгому первоначальному уставу ордена. В 2017 году орден объединял 4044 монаха (из них 2937 священников) в 641 монастыре[2].
- Конгрегация братьев-кармелитов Непорочной Девы Марии (лат. Congregatio Fratrum Carmelitarum Beatae Mariae Immaculatae, CMI) — конгрегация сиро-малабарского обряда кармелитской духовности, действует в Индии, насчитывает 2485 монахов (из них 1793 священников) в 374 обителях (2014)[3].

Облачение кармелитов — тёмно-коричневая ряса с капюшоном.
О женской ветви ордена см. кармелитки.

## История
Орден был основан в середине XII века во время крестовых походов монахами, прибывшими в Святую Землю из Западной Европы и поселившимися у источника святого Илии на горе Кармель. Учредителем ордена считается крестоносец Бертольд Калабрийский (ум. ок. 1195). Его преемником во главе общины стал святой Брокар (ум. ок. 1231), по просьбе которого латинский патриарх Альберт Иерусалимский в 1214 году составил монашеский устав, отличавшийся особенной строгостью — кармелиты должны были жить в отдельных кельях, постоянно молиться, соблюдать строгие посты, в том числе полностью отказаться от мяса, а также значительное время проводить в полном молчании.
После поражения крестоносцев орден был вынужден эмигрировать в Европу, обители были основаны на Кипре, Сицилии, а также в Италии, Англии, Франции и Испании.
VI генеральный приор ордена, святой Симон Сток препоручил орден особенному покровительству Пресвятой Девы Марии.
В 1247 году от папы Иннокентия IV кармелиты получили менее строгий устав и вошли в состав нищенствующих орденов.
Расцвет ордена пришелся на конец XIII — начало XIV века. В дальнейшем орден ждали проблемы, связанные как с историческими обстоятельствами — Столетняя война, эпидемия чумы, так и с дискуссиями относительно возвращения ордена к первоначальным строгим правилам монашеской жизни. Попытки реформ предпринимались в монастырях Мантуи (XV век), Альби (начало XVI века), и др., однако они не увенчались успехом и не смогли предотвратить глубокий кризис в ордене в эпоху Реформации.
Лишь во второй половине XVI века в ордене возобладала тенденция к глубокому обновлению. Деятельность Терезы Авильской и Иоанна Креста привела к появлению ответвления кармелитов — босых братьев, которые провозглашали возвращение к изначальным аскетическим идеалам кармелитов. Орден босых кармелитов был утверждён в 1593 году.
В конце XVIII века кармелитов, как и большинство других католических орденов, ждали тяжёлые испытания — сначала гонения пришли со стороны абсолютистских монархий, а затем в период Великой Французской революции орден был практически разгромлен во Франции.
В XIX — XX веках оба кармелитских ордена начали постепенно возрождаться. Монастыри кармелитов в настоящее время расположены в большинстве стран Европы и Америки. Кармелиты работают в Белоруссии (Гудогай, Нарочь, Константиново и Мядель), на Украине (в Киеве и Бердичеве), а также в России (Усолье-Сибирское, Иркутская область).

## Духовность
Цель монашеской жизни кармелитов — единение с Богом путём непрестанной молитвы. Устав кармелитов крайне строг, придаёт большое значение аскезе и включает в себя даже ограничение словесного общения.
В ордене очень большое внимание уделяется почитанию Богородицы. Для кармелитов обязательно ношение скапулярия. Орден имеет в Риме своё учебное заведение — Папский богословский Терезианский факультет, имеющее статус папского института.